# Piano Paviljonki
Piano Paviljonki (svenska: "Pianopaviljongen") är en byggnad i Lahtis i landskapet Päijänne-Tavastland, konstruerad att nyttjas som ett kafé om somrarna och som mötes- och evenemangslokal under övriga året. Huset som färdigställdes i juni 2008 ligger vid stranden av Vesijärvi, intill Sibeliushuset. Arkitekt är  Gert Wingårdh. Pianopaviljongen är det första huset i Finland, ritat av honom.
Pianopaviljongen ingår i en träarkitekturpark, en temapark för vinnare av Spirit of Nature-träarkitekturpriset, etablerat år 1999. Gert Wingårdh planerade paviljongen för att hedra den italienske arkitekten Renzo Piano, som var den förste att vinna priset, år 2000. Renzo Piano själv var fullbokad av andra arbeten under flera års tid framöver, och avböjde därför uppdraget att rita ett hus för parken.Konstruktionsritningarna gjordes av den finländska ingenjörbyrån Asko Keronen. Möblerna, som är av ask, har ritats av den finländske formgivaren Tapio Anttila och tillverkats i Finland. 
Enligt Gert Wingårdh ska byggnaden föra betraktarens tankar till ett skepp i färd att sjösättas.